# Waqf
Um waqf, também grafado wakf, (em árabe: وقف; plural: أوقاف; romaniz.: awqāf; em turco: vakıf; em urdu: وقف) é, no contexto da 'sadaqah', uma doação religiosa inalienável na lei islâmica, normalmente de um prédio ou lote de terra, ou até mesmo dinheiro, para religiosos muçulmanos ou para fins de caridade. Os bens doados são detidos por um fundo de caridade. A subvenção é conhecida como mushrut-ul-khidmat, enquanto uma pessoa que faz tal dedicação é conhecida como wakif.